# Општина Реметеа Киоарулуј (Марамуреш)
Реметеа Киоарулуј (рум. Remetea Chioarului) општина је у Румунији у округу Марамуреш.
Oпштина се налази на надморској висини од 238 m.